# 존슨 파우다시
존슨 파우대시(Johnson Paudash, 1875년 1월 29일 – 1959년 10월 26일)은 제1차 세계 대전 중의 유명한 캐나다인 저격수였다.

## 생애
오지브와 족 원주민인 파우대시는 1914년 11월 11일 킹스턴 (온타리오주)에서 제21대대 (온타리오 동부), CEF에 입대했다 (그의 남동생인 24세의 조지 파우대시도 같은 시기에 입대했다). 훈련을 마친 후 그는 1915년 5월 6일 SS 메타가마에 승선하여 영국으로 항해했다. 1915년 7월에 상병으로 진급했고 같은 해 9월 중순에 프랑스에 도착했다. 9월 22일, 메시네스 전투 중 파우대시는 오른쪽 다리에 총상을 입었다. 이 부상에서 회복된 후 파우대시는 벨기에 이프르 남쪽에서 자신의 부대에 다시 합류했다. 이곳에서 파우대시는 저격수가 되기 위해 필요한 기술을 보여주었다.

## Post war
파우대시는 연방 정부의 공무원이 되었다. 그는 인도 위원회에서 "인도 조약이나 법률 서류에 관해서는 거의 어떤 변호사만큼이나 똑똑하다"고 평가되었다. 존슨 파우대시는 위원회의 관심을 초기 조약에서 설명되거나 그에 의해 통치된다고 생각되었던 토지에 관한 오류에 집중시켰고, 1923년 조약의 경계를 정확하게 정의하는 데 도움을 주었다.